# Еврінома
Евріно́ма або Єврінома (грец. Εὐρυνόμη) — у давньогрецькій міфології океаніда, донька Океана й Фетіди, морська богиня, мати Левкотеї. Походила з першого покоління титанів.
Дружина Офіона, правила Олімпом. Билась рукопаш з Реєю, але була переможена і скинута до Тартару.
Еврінома з Фетідою переховували на дні моря Гефеста, коли Гера скинула його з Олімп у. За Гесіодом, Еврінома — мати харит. Святилище її було в Аркадії.
Еврінома — мати харит — Аглаї, Ефросіни, Талії, яких вона народила від Зевса (або від Океана). Мати Асопа Фліасійського від Зевса (за однією з версій). Разом із Фетідою допомогла Гефесту.
Храм Евріноми знаходився в Аркадії, дерев'яна статуя була обплутана золотими ланцюгами, нижня частина тіла як у риби. Служителька Богині Гармонії.
На честь Евріноми названо астероїд, відкритий 1863 року — 79 Еврінома.